# Chaffee (Washington)
Chaffee az Amerikai Egyesült Államok északnyugati részén, Washington állam Benton megyéjében elhelyezkedő önkormányzat nélküli település.
A helység az Oregon–Washington vasútvonal mellékvágánya mentén jött létre. Chaffee postahivatala 1924 októbere és 1926 decembere között működött.

## Fordítás
- Ez a szócikk részben vagy egészben  a   Chaffee, Washington című angol Wikipédia-szócikk ezen változatának fordításán alapul.  Az eredeti cikk szerkesztőit annak laptörténete sorolja fel. Ez a jelzés csupán a megfogalmazás eredetét és a szerzői jogokat jelzi, nem szolgál a cikkben szereplő információk forrásmegjelöléseként.